# عیسی جعفری
عیسی جعفری (زادهٔ ۱۳۴۰ در کبودراهنگ – درگذشته ۲۳ تیر ۱۳۹۹) نمایندهٔ حوزهٔ انتخابیهٔ بهار و کبودراهنگ در دورهٔ هشتم و دورهٔ یازدهم مجلس شورای اسلامی بود.
او در ۲۳ تیر ۱۳۹۹ به دلیل ابتلا به بیماری کرونا درگذشت.

## تحصیلات
او دارای مدرک کارشناسی در رشته فقه و حقوق  و کارشناسی ارشد در رشته جغرافیا و برنامه ریزی شهری  بود. 

## سوابق کاری
از جمله سوابق کاری او می توان به موارد زیر اشاره کرد:
کارشناس امنیتی وزارت کشور، کارشناس سیاسی وزارت کشور، رئیس اداره چهارم سیاسی وزارت کشور، رئیس اداره حراست استانداری استان همدان، عضو هسته گزینش استانداری همدان، مدیر حوزه استانداری همدان، عضو هیات رسیدگی کننده به تخلفات اداری کارکنان استانداری و فرمانداری‌ها و فرماندار شهرستان کبودرآهنگ.

## مرگ
وی به دلیل ابتلا به ویروس کرونا در تاریخ ۲۳ تیر ۱۳۹۹ درگذشت.